# Circonscription de Jelidu
La circonscription de Jelidu est une des 177 circonscriptions législatives de l'État fédéré Oromia, elle se situe dans la Zone Ouest Shoa. Son représentant actuel est Ajma Tolesa Geda.